# Kerberos
Kerberos（/ˈkərbərəs/）是一种计算机网络授权协议，用来在非安全网络中，对个人通信以安全的手段进行身份认证。这个词又指麻省理工学院为这个协议开发的一套计算机软件。软件设计上采用客户端/服务器结构，并且能够进行相互认证，即客户端和服务器端均可对对方进行身份认证。可以用于防止窃听、防止重放攻击、保护数据完整性等场合，是一种应用对称密钥体制进行密钥管理的系统。Kerberos的扩展产品也使用公开密钥加密方法进行认证。
当有N个人使用该系统时，为确保在任意两个人之间进行秘密对话，系统至少保存有它与每个人的共享密钥，所需的最少会话密钥数为N个。

## 历史
麻省理工学院研发Kerberos协议来保护雅典娜工程（Project Athena）提供的网络服务器。这个协议以希腊神话中的人物Kerberos（或者Cerberus）命名，他在希腊神话中是Hades的一条凶猛的三头保卫神犬。目前该协议存在一些版本，版本1-3都只有麻省理工内部发行。
Kerberos版本4的主要设计者Steve Miller和Clifford Neuman，在1980年代后期发布这个版本。这个版本主要针对雅典娜工程。版本5由John Kohl和Clifford Neuman设计，在1993年作为 RFC 1510 颁布（在2005年由 RFC 4120 取代），目的在于克服版本4的局限性和安全问题。
麻省理工在版权许可的情况下，制作一个Kerberos的免费实现工具，这种情况类似于BSD。在2007年，麻省理工组成一个Kerberos协会，以此推动Kerberos的持续发展。
因为使用数据加密标准（DES）加密算法（用56 bit的密钥），美国出口管制当局把Kerberos归类为军需品，并禁止其出口。一个非美国设计的Kerberos版本4的实现工具KTH-KRB由瑞典皇家工学院研制，它使得这套系统在美国更改密码出口管理条例前（大約是在2000年），在美国境外就可以使用。瑞典的实现工具基于一个叫做eBones的版本，而eBones基于麻省理工对外发行的基于Kerberos版本4的补丁9的Bones（跳过加密公式和对它们的函数调用）。这些在一定程度上决定Kerberos为什么没有被叫做eBones版。Kerberos版本5的实现工具，Heimdal，基本上也是由发布KTH-KRB的同一组人发布。
在2005年，互联网工程任务组（IETF）Kerberos工作小组更新了规范，更新包括：
- "Kerberos 5加密和校验和规范"（RFC 3961）。
- "Kerberos 5高级加密标准（AES）加密"（RFC 3962）。
- "Kerberos网络认证服务（版本5）"（RFC 4120）—Kerberos版本5规范的新版本。这个版本废弃早先的 RFC 1510，用更细化和明确的解释说明协议的一些细节和使用方法。
- "Kerberos 5通用安全服务应用程序接口（GSS-API）机制：版本2"（RFC 4121）—通用安全服务应用程序接口（GSS-API）规范的新版本。

Windows 2000和后续的操作系统使用Kerberos为其默认认证方法。RFC 3244 "微软Windows 2000 Kerberos变更密码与设置密码协议" 记录整理一些微软对Kerberos协议软件包的添加。RFC 4757 记录整理微软对RC4密码的使用。虽然微软使用Kerberos协议，却并没有用麻省理工的软件。
苹果的Mac OS X也使用Kerberos的客户和服务器版本。Red Hat Enterprise Linux 4和后续的操作系统使用Kerberos的客户和服务器版本。

## 基本描述
Kerberos使用Needham-Schroeder协议作为它的基础。它使用一个由两个独立的逻辑部分：认证服务器和票据授权服务器组成的"可信赖的第三方"，术语称为密钥分发中心（KDC）。Kerberos工作在用于证明用户身份的"票据"的基础上。
KDC持有一个密钥数据库；每个网络实体——无论是客户还是服务器——共享一套只有他自己和KDC知道的密钥。密钥的内容用于证明实体的身份。对于两个实体间的通信，KDC产生一个会话密钥，用来加密他们之间的交互信息。

## 协议内容
协议的安全主要依赖于参加者对时间的松散同步和短周期的叫做Kerberos票据的认证声明。
下面是对这个协议的一个简化描述，将使用以下缩写：
- AS（Authentication Server）= 认证服务器
- KDC（Key Distribution Center）= 密钥分发中心
- TGT（Ticket Granting Ticket）= 票据授权票据，票据的票据
- TGS（Ticket Granting Server）= 票据授权服务器
- SS（Service Server）= 特定服务提供端

客户端用户发送自己的用户名到KDC服务器以向AS服务进行认证。KDC服务器会生成相应的TGT票据，打上时间戳，在本地数据库中查找该用户的密码，并用该密码对TGT进行加密，将结果发还给客户端用户。该操作仅在用户登录或者kinit申请的时候进行。
客户端收到该信息，并使用自己的密码进行解密之后，就能得到TGT票据了。这个TGT会在一段时间之后失效，也有一些程序（session manager）能在用户登陆期间进行自动更新。
当客户端用户需要使用一些特定服务（Kerberos术语中用「principal」表示）时，该客户端就发送TGT到KDC服务器中的TGS服务。当该用户的TGT验证通过并且其有权访问所申请的服务时，TGS服务会生成一个该服务所对应的ticket和session key，并发还给客户端。客户端将服务请求与该ticket一并发送给相应的服务端即可。具体的流程请看下面的描述。
其在網路通訊協定中屬於顯示層。
简单地说，用户先用共享密钥从某认证服务器得到一个身份证明。随后，用户使用这个身份证明与SS通信，而不使用共享密钥。

## 具体流程[1]
（注意：此流程使用了对称加密；此流程发生在某一个Kerberos领域中；小写字母c,d,e,g是客户端发出的消息，大写字母A,B,E,F,H是各个服务器发回的消息。）
首先，用户使用客户端（用户自己的机器）上的程序进行登录：
1. 用户输入用户ID和密码到客户端。
2. 客户端程序运行一个单向函数（大多数为杂凑）把密码转换成密钥，这个就是客户端（用户）的“用户密钥”(user's secret key)。

随后，客户端认证（客户端(Client)从认证服务器(AS)获取票据授权票据（TGT））：
1. 客户端向AS发送1条明文消息，申请基于该用户所应享有的服务，例如“用户Sunny想请求服务”（Sunny是用户ID）。（注意：用户不向AS发送“用户密钥”，也不发送密码）该AS能够从本地数据库中查询到该申请用户的密码，并通过相同途径转换成相同的“用户密钥”。
2. AS检查该用户ID是否在于本地数据库中，如果用户存在则返回2条消息：
  - 消息A：客户端/TGS会话密钥(Client/TGS Session Key)（该会话密钥用在将来客户端与TGS的通信（会话）上），通过“用户密钥”进行加密
  - 消息B：TGT（TGT包括：消息A中的“客户端/TGS会话密钥”，用户ID，用户网址，TGT有效期），通过“TGS密钥”(TGS's secret key)进行加密
3. 一旦客户端收到消息A和消息B，客户端首先尝试用自己的“用户密钥”解密消息A，如果用户输入的密码与AS数据库中的密码不符，则不能成功解密消息A。输入正确的密码并通过随之生成的“用户密钥”才能解密消息A，从而得到“客户端/TGS会话密钥”。（注意：客户端不能解密消息B，因为B是用“TGS密钥”加密的）。拥有了“客户端/TGS会话密钥”，客户端就足以通过TGS进行认证了。

然后，服务授权（客户端从TGS获取票据(client-to-server ticket)）：
1. 当客户端需要申请特定服务时，其向TGS发送以下2条消息：
  - 消息c：即消息B的内容（“TGS密钥”加密后的TGT），和想获取的服务的服务ID（注意：不是用户ID）
  - 消息d：认证符(Authenticator)（Authenticator包括：用户ID，时间戳），通过“客户端/TGS会话密钥”进行加密
2. 收到消息c和消息d后，TGS首先检查KDC数据库中是否存在所需的服务，查找到之后，TGS用自己的“TGS密钥”解密消息c中的消息B（也就是TGT），从而得到之前生成的“客户端/TGS会话密钥”。TGS再用这个会话密钥解密消息d得到包含用户ID和时间戳的Authenticator，并对TGT和Authenticator进行验证，验证通过之后返回2条消息：
  - 消息E：客户端-服务器票据(client-to-server ticket)（该票据包括：“客户端/SS会话密钥”(Client/Server Session Key），用户ID，用户网址，有效期），通过提供该服务的“服务器密钥”(service's secret key)进行加密
  - 消息F：客户端/SS会话密钥(Client/Server Session Key)（该会话密钥用在将来客户端与SS的通信（会话）上），通过“客户端/TGS会话密钥”进行加密
3. 客户端收到这些消息后，用“客户端/TGS会话密钥”解密消息F，得到“客户端/SS会话密钥”。（注意：客户端不能解密消息E，因为E是用“服务器密钥”加密的）。

最后，服务请求（客户端从SS获取服务）：
1. 获得“客户端/SS会话密钥”之后，客户端就能够使用服务器提供的服务了。客户端向指定SS发出2条消息：
  - 消息e：即上一步中的消息E“客户端-服务器票据”，已通过“服务器密钥”进行加密
  - 消息g：新的Authenticator（包括：用户ID，时间戳），通过“客户端/SS会话密钥”进行加密
2. SS用自己的“服务器密钥”解密消息e从而得到TGS提供的“客户端/SS会话密钥”。再用这个会话密钥解密消息g得到Authenticator，（同TGS一样）对票据和Authenticator进行验证，验证通过则返回1条消息（确认函：确证身份真实，乐于提供服务）：
  - 消息H：新时间戳（新时间戳是：客户端发送的时间戳加1，v5已经取消这一做法），通过“客户端/SS会话密钥”进行加密
3. 客户端通过“客户端/SS会话密钥”解密消息H，得到新时间戳并验证其是否正确。验证通过的话则客户端可以信赖SS，并向SS发送服务请求。
4. SS向客户端提供相应的服务。

## 缺陷
- 单点故障：它需要中心服务器的持续响应。当Kerberos服务宕机时，没有人可以连接到服务器。这个缺陷可以通过使用复合Kerberos服务器和缺陷认证机制弥补。
- Kerberos要求参与通信的主机的时钟同步。票据具有一定有效期，因此，如果主机的时钟与Kerberos服务器的时钟不同步，认证会失败。默认设置要求时钟的时间相差不超过10分钟。在实践中，通常用网络时间协议后台程序来保持主机时钟同步。
- 管理协议并没有标准化，在服务器实现工具中有一些差别。RFC 3244 描述了密码更改。
- 因为所有用户使用的密钥都存储于中心服务器中，危及服务器的安全的行为将危及所有用户的密钥。
- 一个危险客户机将危及用户密码。

## 延伸閱讀
1. . Civil Action No. 98-1232 (CKK): United States of America v. Microsoft Corporation. Department of Justice. 29 January 2002  [15 August 2012]. （原始内容存档于2007-05-04）.
2. Bryant, Bill. . Humorous play concerning how the design of Kerberos evolved. MIT. February 1988  [2016-05-26]. （原始内容存档于2007-03-29）.
3. Hornstein, Ken. . Secretary of Navy. 18 August 2000  [15 August 2012]. （原始内容存档于2002年12月3日）.

## 外部連結
- Kerberos Consortium （页面存档备份，存于）
- Kerberos page（页面存档备份，存于） at MIT website
- Kerberos Working Group at IETF website
- Kerberos Sequence Diagram （页面存档备份，存于）